# Нижний Аллагуват
Нижний Аллагуват (баш. Түбәнге Аллағыуат) — деревня в Стерлибашевском районе Республики Башкортостан Российской Федерации. Административный центр Аллагуватского сельсовета.

## География

### Географическое положение
Находится на левом берегу реки Ашкадар.
Расстояние до:
- районного центра (Стерлибашево): 41 км,
- ближайшей ж/д станции (Стерлитамак): 60 км.

## Население
| 2002 | 2009 | 2010 |
| ---- | ---- | ---- |
| 286  | ↘272 | ↗295 |

Согласно переписи 2002 года, преобладающая национальность — башкиры (98 %).

## Религия
В деревне есть мечеть.

## Известные уроженцы, жители
- Ишсарин, Рамзил Рафаилович — депутат Государственной Думы Российской Федерации седьмого созыва.